# Brutal Sports Football
Brutal Sports Football är ett actionbaserat amerikansk fotboll-spel utgivet som Crazy Football i Tyskland. Spelet, som utkom 1993 och utvecklades av Millennium Interactive, är baserat på amerikansk fotboll.

### Fotnoter
1. ↑  ”Brutal Sports Football” (på engelska). Gamefaqs. Arkiverad från originalet den 5 maj 2014. https://web.archive.org/web/20140505161211/http://www.gamefaqs.com/jaguar/586876-brutal-sports-football. Läst 5 maj 2014.